# Hottingen
Hottingen (toponimo tedesco) è un quartiere di Zurigo di 10 882 abitanti, nel distretto 7.

## Storia

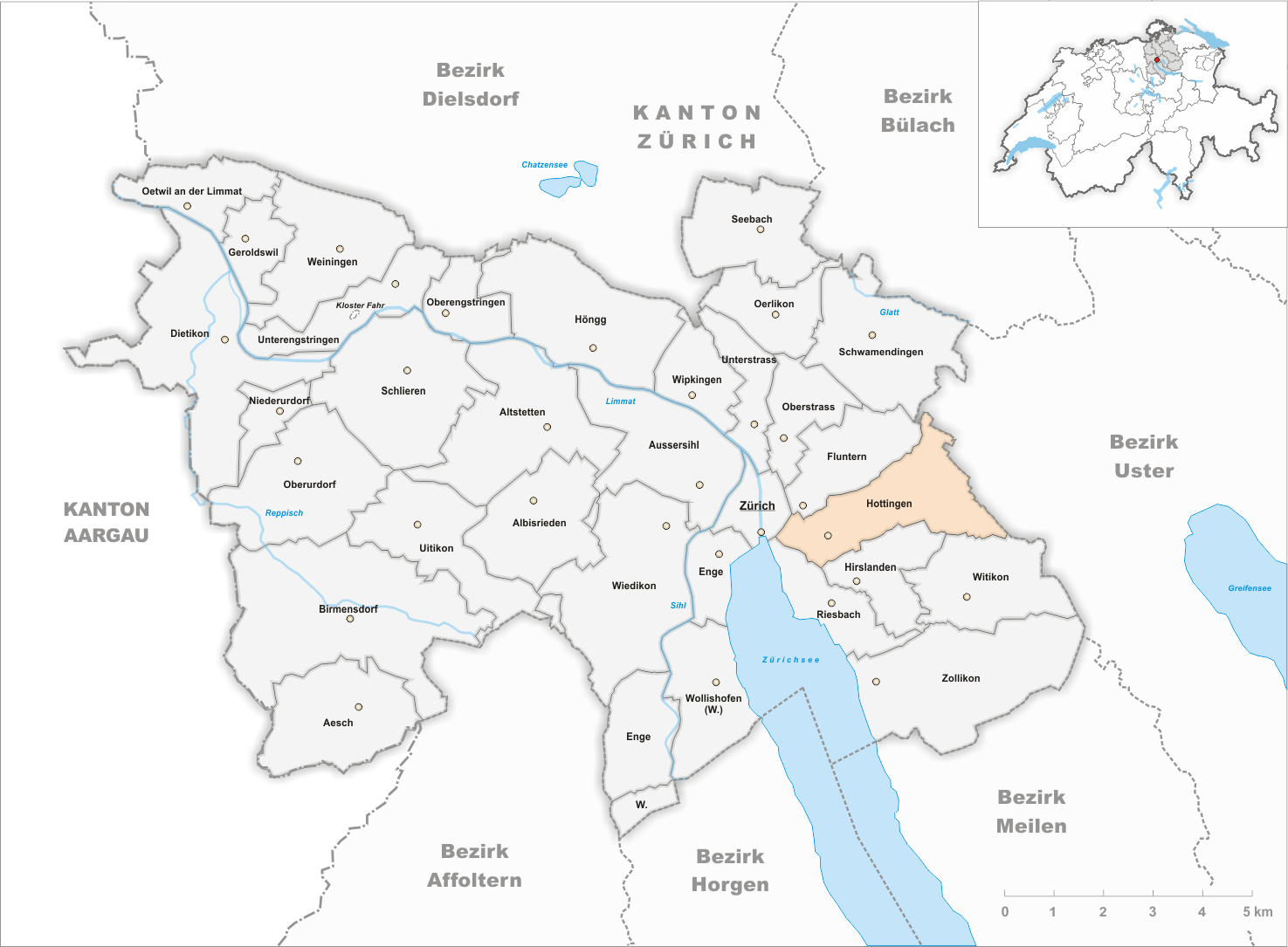
Il territorio del comune di Hottingen prima degli accorpamenti comunali del 1893

Già comune autonomo, nel 1893 è stato accorpato al comune di Zurigo assieme agli altri comuni soppressi di Aussersihl, Enge, Fluntern, Hirslanden, Leimbach, Oberstrass, Riesbach, Unterstrass, Wiedikon, Wipkingen e Wollishofen. Dopo l'incorporazione formò, assieme a Fluntern, Hirslanden e Riesbach, il V distretto; nel 1913 passò al nuovo distretto 7 assieme a Fluntern, Hirslanden e Witikon.

## Monumenti e luoghi d'interesse

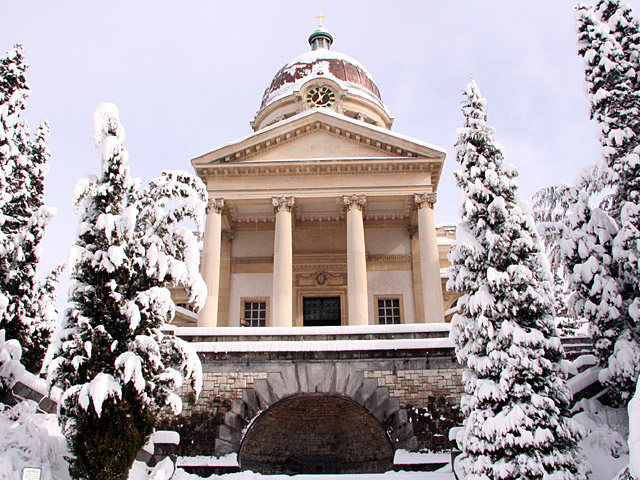
La chiesa della Santa Croce

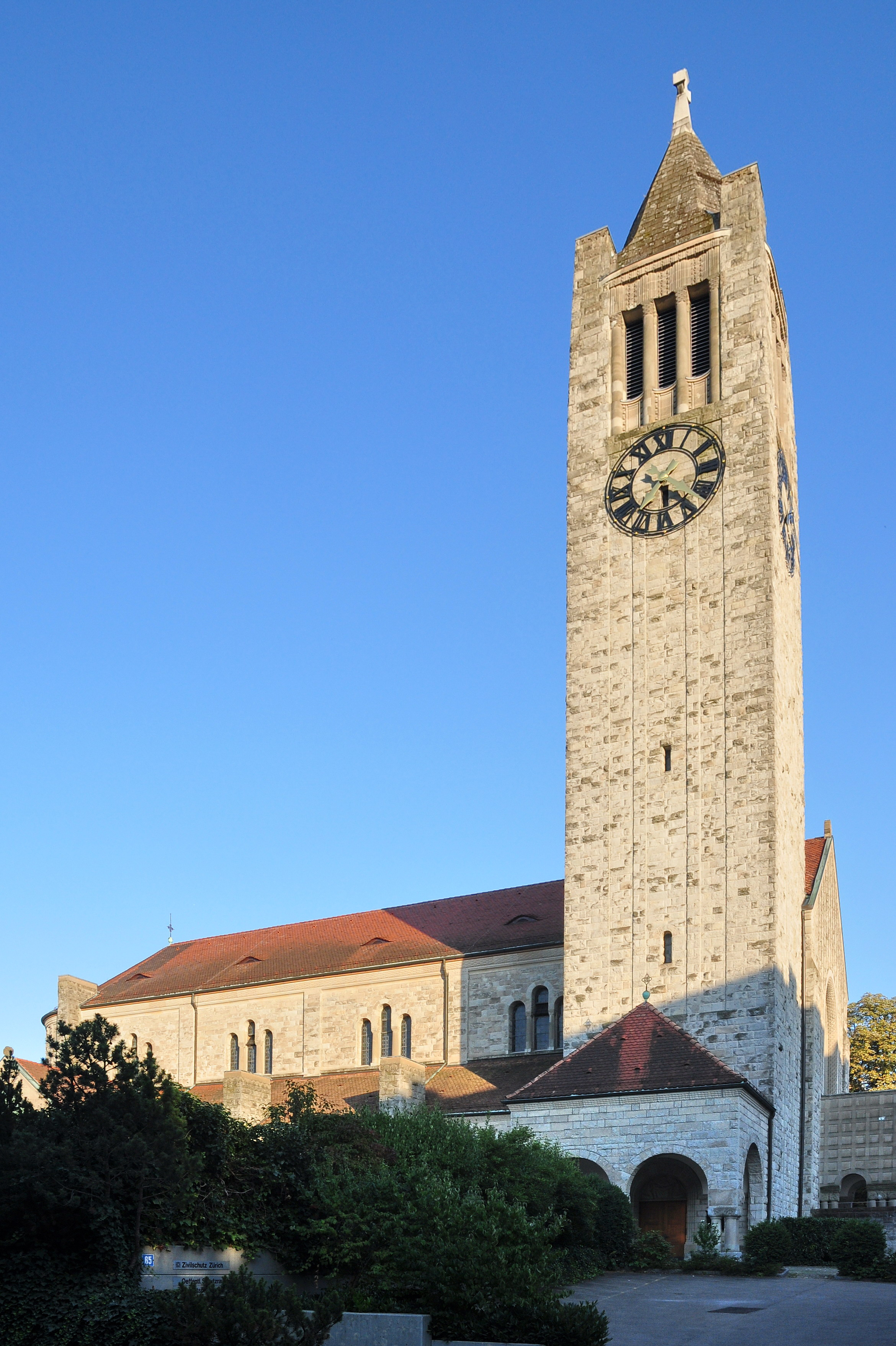
La chiesa di Sant'Antonio

- Chiesa riformata della Santa Croce, eretta nel 1905[1];
- Chiesa cattolica di Sant'Antonio, eretta nel 1908[1].

## Società

### Evoluzione demografica
L'evoluzione demografica è riportata nella seguente tabella:
Abitanti censiti

## Amministrazione
Ogni famiglia originaria del luogo fa parte del cosiddetto comune patriziale e ha la responsabilità della manutenzione di ogni bene ricadente all'interno dei confini del comune.